# 율리시스 S. 그랜트 기념관
율리시스 S. 그랜트 기념관은 워싱턴 D.C.에 있는 대통령 기념관으로, 남북 전쟁 장군이자 제18대 미국 대통령인 율리시스 S. 그랜트를 기리는 곳이다. 미국 국회의사당 서쪽 앞에 있는 캐피틀힐 기슭(유니언 스퀘어, 더 몰, 펜실베이니아 애비뉴와 메릴랜드 애비뉴 사이의 북서/남서 1번가)에 위치한다. 그랜트가 말을 탄 중앙 조각상은 서쪽을 향하고 있으며, 캐피틀 리플렉팅 풀을 내려다보고 그랜트의 전시 대통령인 에이브러햄 링컨을 기리는 링컨 기념관을 마주하고 있다. 그랜트 동상은 보병의 청동 부조로 장식된 받침대 위에 세워져 있으며, 측면 받침대에는 보호 사자상과 연합군 기병 및 포병의 청동상이 있다. 전체는 대리석으로 덮인 플랫폼, 난간, 계단으로 연결되어 있다. 그랜트 기념관과 링컨 기념관은 각각 내셔널 몰의 동쪽과 서쪽 끝을 정의한다.
그랜트 기념관은 워싱턴 D.C.의 남북 전쟁 기념물의 일부로서, 미국 국립사적지에 등재되어 있다. 제임스 M. 구드의 권위 있는 저서 《워싱턴 D.C.의 그랜트 기념관》(1974)은 이를 "워싱턴에서 가장 중요한 조각품 중 하나"라고 평했다. 이곳에는 미국에서 가장 큰 기마상이자 세계에서 다섯 번째로 큰 기마상이 포함되어 있다.

## 묘사

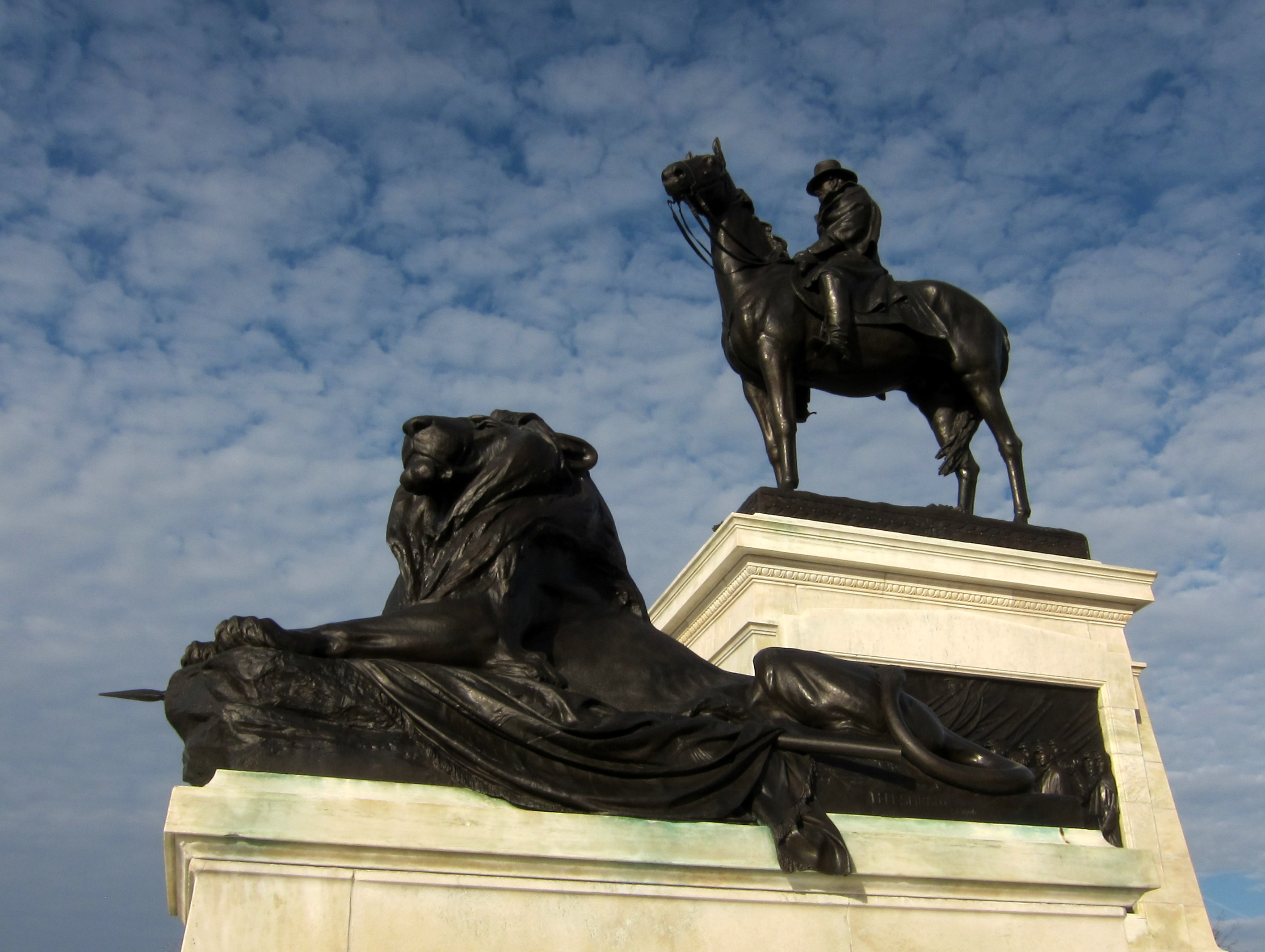
그랜트의 중앙 기마상과 네 마리의 사자 중 한 마리 (2017)

그랜트 기념관은 유니언 스퀘어에 있으며, 이곳에는 캐피틀 리플렉팅 풀도 포함된다. 버몬트 대리암으로 만들어진 기념관의 플랫폼은 길이 252 피트 (77 m), 너비 71 피트 (22 m)이며 세 부분으로 나뉜다. 높고 중앙에 위치한 부분에는 10,700파운드, 17-피트-2-인치 (5.23 m) 높이의 기마상이 22½피트 높이의 대리석 받침대 위에 신시내티라는 군마를 타고 있는 그랜트를 묘사하고 있다.
중앙 조각상의 눈에 띄는 특징은 그랜트가 주변의 격렬한 전투 속에서도 침착한(거의 무심한) 태도를 보인다는 점이다. 그랜트는 전투 중 침착하고 냉철한 모습으로 유명했기 때문에 이는 놀라운 일이 아니다. 그랜트와는 대조적으로 양쪽에 있는 조각상 그룹인 기병 돌격(Cavalry Charge)과 포병(Artillery)은
| “ | ... 도심과, 실로 국가 내의 어떤 조각품보다도 극적인 흥미와 긴장감을 지닌다. | ” |

주요 받침대를 둘러싸고 있는 네 개의 더 짧은 받침대에는 각각 편안하게 휴식을 취하며 미국 국기와 육군 깃발을 지키는 청동 사자가 놓여 있다. 이 기념관은 당시 미국에서 주조된 청동 조각상 중 가장 큰 것이었다.
남쪽의 포병대(Artillery Group)는 포차에 세 명의 포병이 타고 세 마리의 말이 끄는 모습을 보여준다. 왼쪽 말에 올라탄 것은 예기(깃발) 운반병으로, 급격한 우회전을 지시하고 있다. 임박한 방향 전환에도 불구하고, 오른쪽 고삐의 끊어진 끈 때문에 오른쪽 말은 계속 앞으로 돌진할 수 있다. 북쪽의 기병대(Cavalry Group)는 전투로 돌격하는 일곱 명의 기병으로 구성된 색조 부대를 묘사한다. 오른쪽 말은 쓰러져 있고, 슈레이디 자신을 모델로 한 기수는 맹렬히 돌진하는 말에 밟히기 직전이다.

## 역사
그랜트 기념물 건립 운동은 1890년대에 테네시강군 협회에 의해 시작되었다.
기념관 작업은 1902년에 당시 의회가 의뢰한 것 중 가장 큰 규모로 시작되었으며, 조각가 헨리 머윈 슈레이디와 건축가 에드워드 피어스 케이시가 제작했다. 1921년 기념관 완공이 가까워지자 조각가 에드몬드 아메테이스가 슈레이디를 도왔다. 슈레이디는 기념관 작업에 20년을 바쳤고, 1922년 헌납식 2주 전 스트레스와 과로로 사망했다.
조각품들은 뉴욕의 Roman Bronze Works에서 청동으로 주조되었다. 기념관 부지 공사는 1909년에 대리석 상부 구조와 네 마리의 청동 사자가 설치되면서 시작되었다. 포병 그룹은 1912년에, 기병 그룹은 1916년에, 그랜트의 청동 기마상은 1920년에 설치되었다. 기념관은 그랜트 탄생 100주년인 1922년 4월 27일에 헌납되었다. 슈레이디가 사망했기 때문에 그랜트 받침대 아래 보병 패널은 슈레이디의 스케치를 바탕으로 조각가 셰리 프라이가 완성하여 1924년에 설치되었다. 그랜트 기념관은 남쪽의 제임스 A. 가필드 기념관과 북쪽의 평화 기념비를 포함하는 세 부분으로 이루어진 조각 그룹의 중심을 구성한다.
2015년과 2016년에 기념관에 대한 청소 및 복원 프로그램이 수행되었다. 여기에는 수년간 사라지거나 도난당한 칼과 칼집과 같은 150개의 요소 교체가 포함되었다. 기념관 청동의 녹색 부식층은 원래의 갈색으로 되돌리기 위해 제거되었다.

## 사진

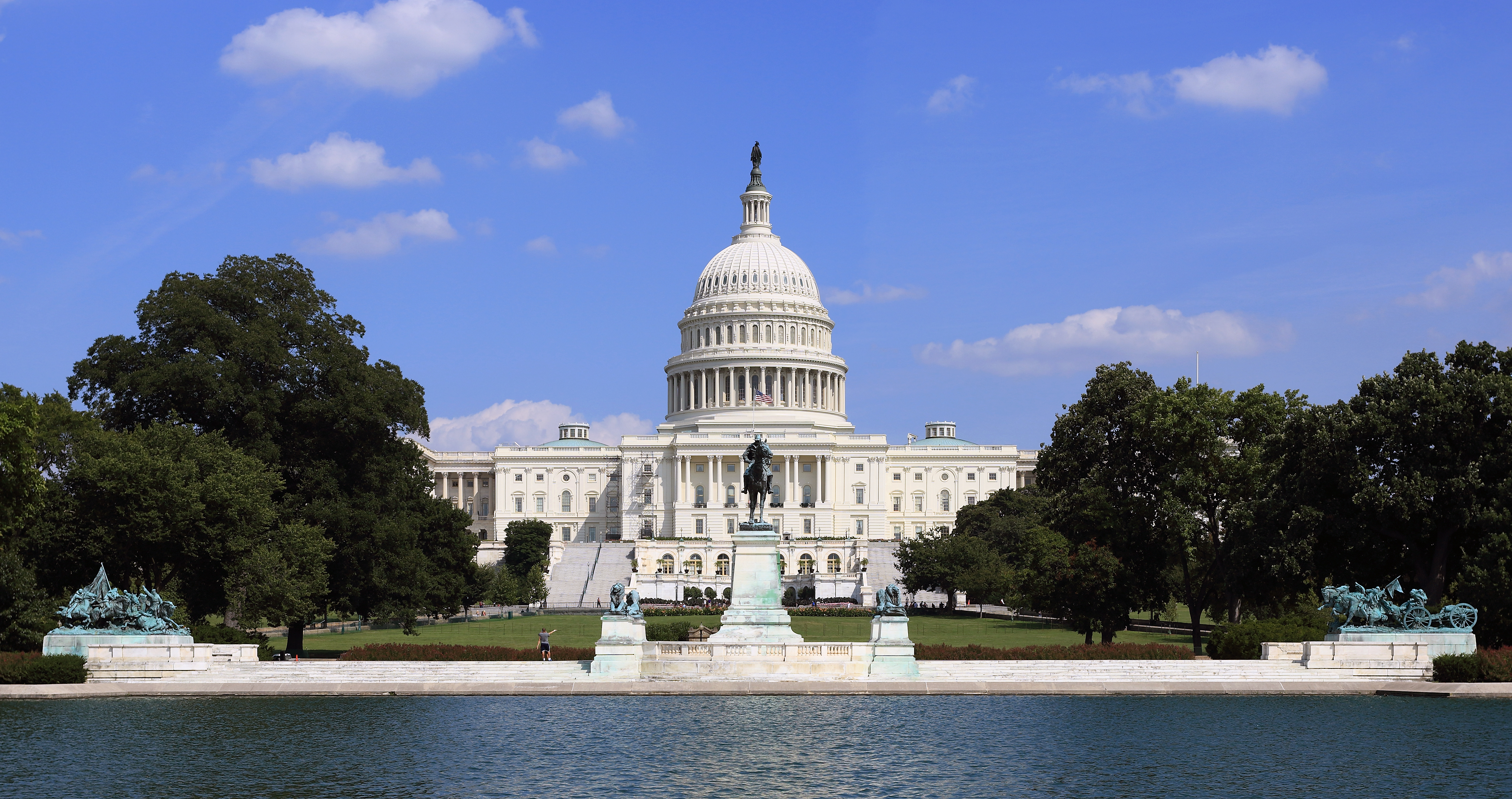
미국 국회의사당, 그랜트 기념관, 캐피틀 리플렉팅 풀
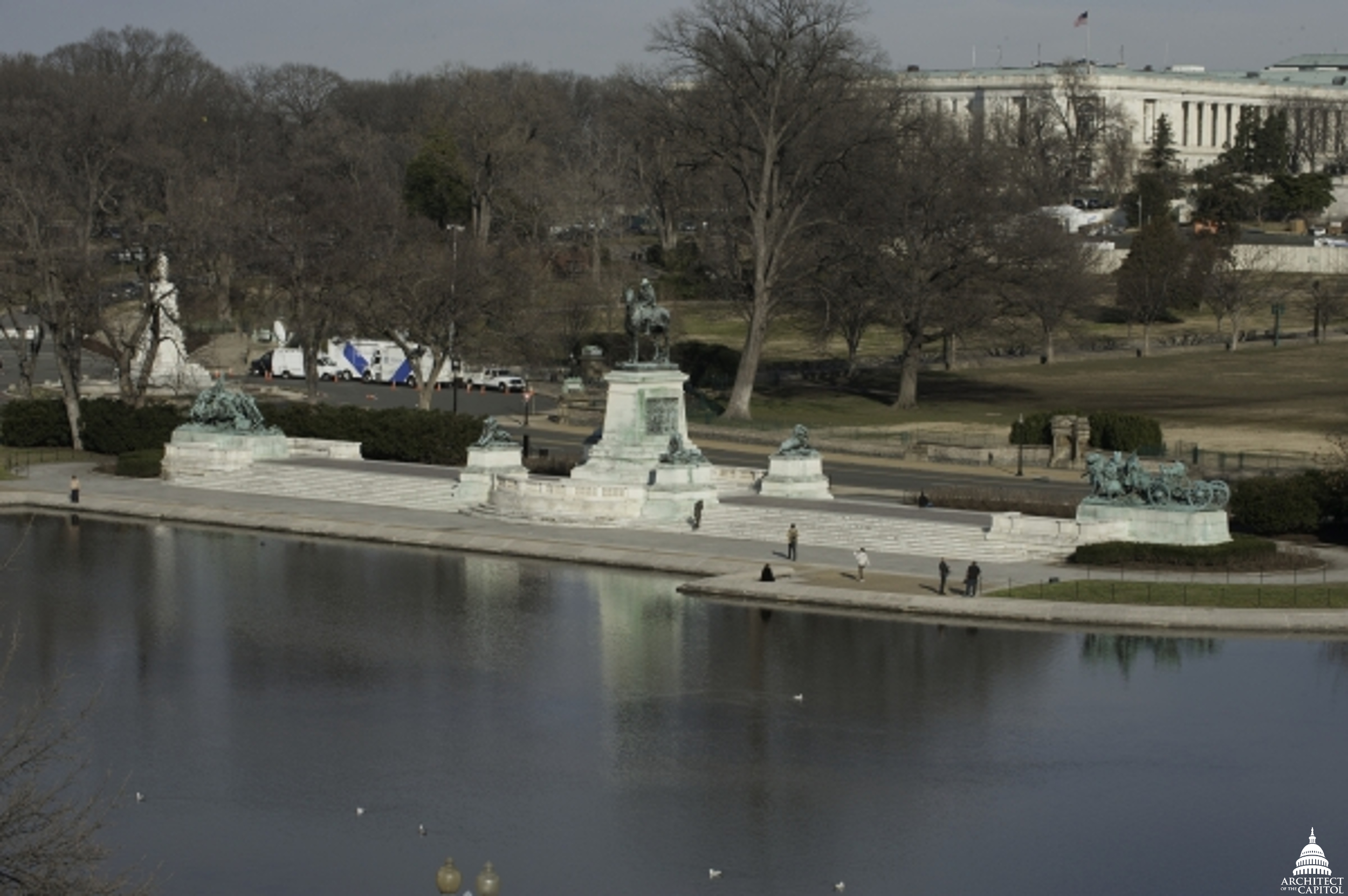
항공뷰
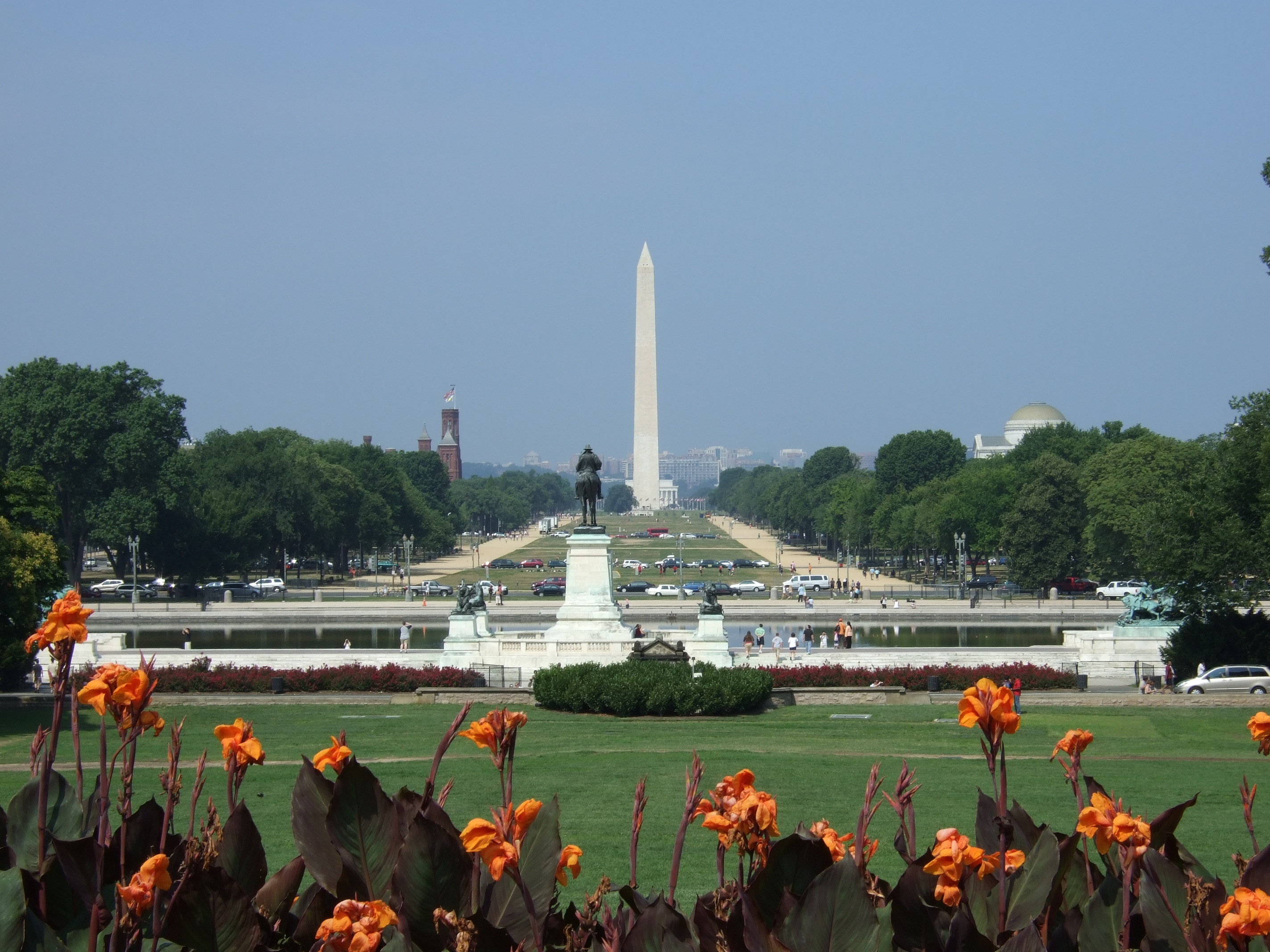
동쪽에서 본 그랜트 기념관과 배경의 내셔널 몰
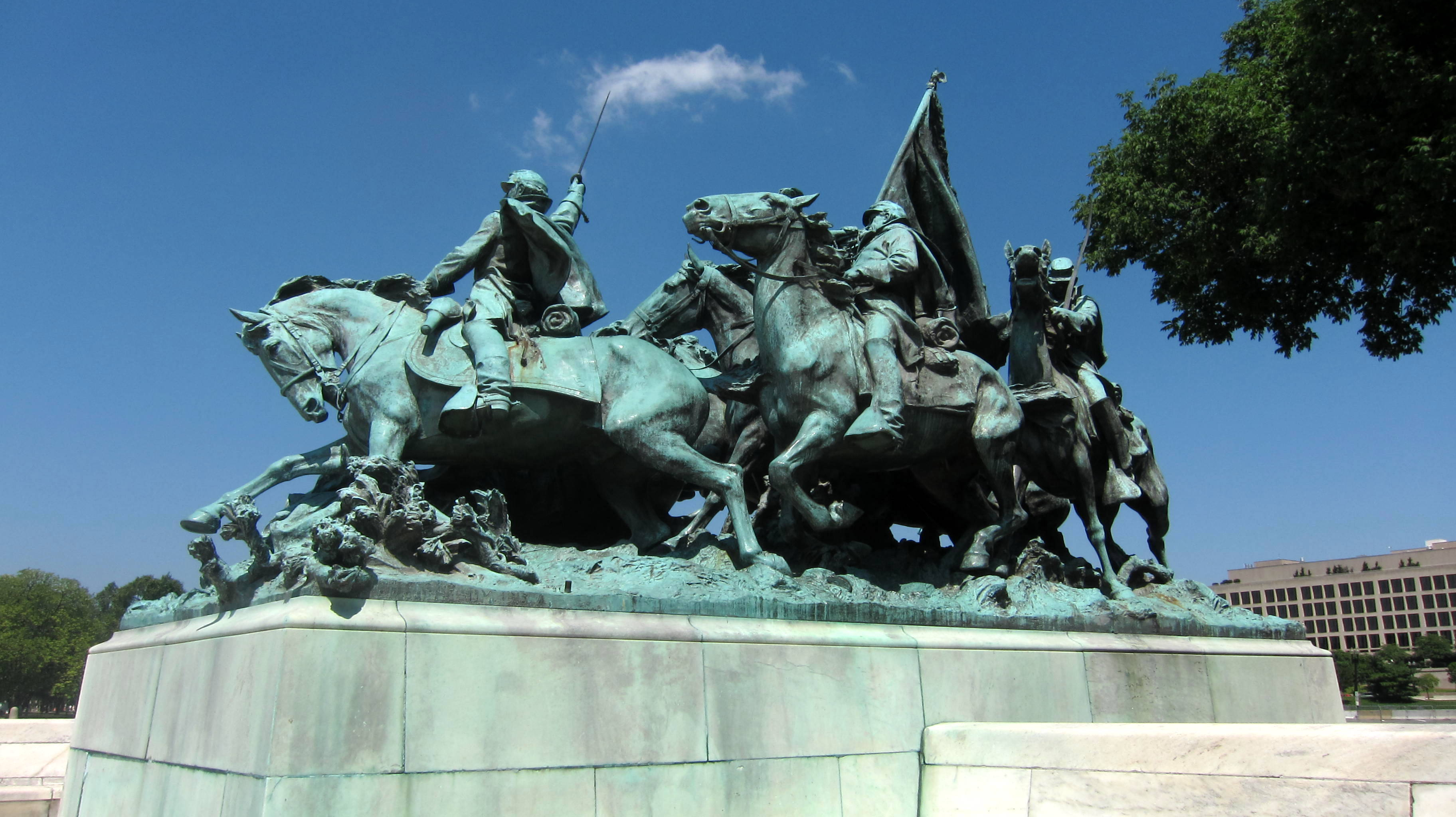
기병 돌격
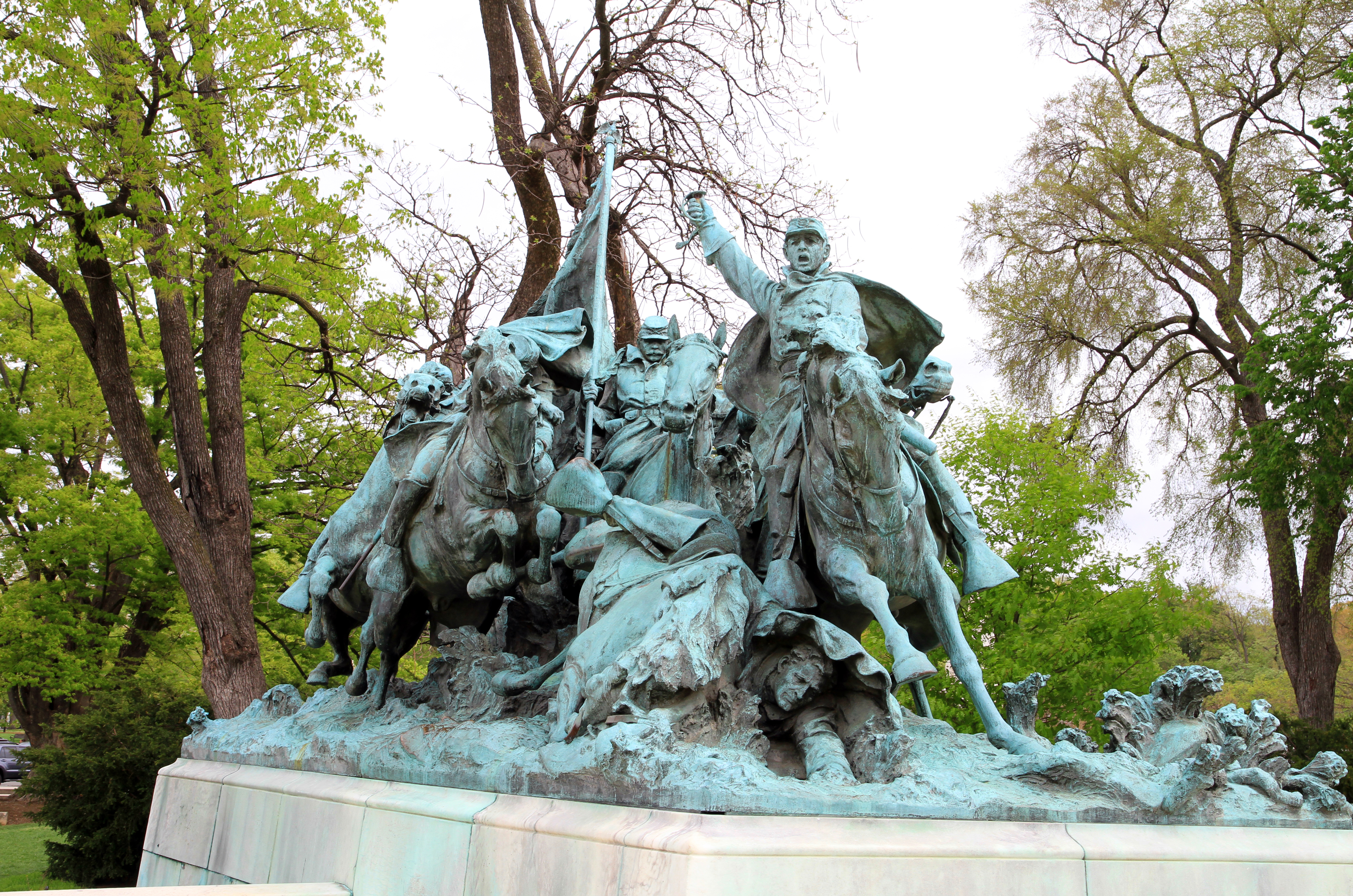
기병 돌격
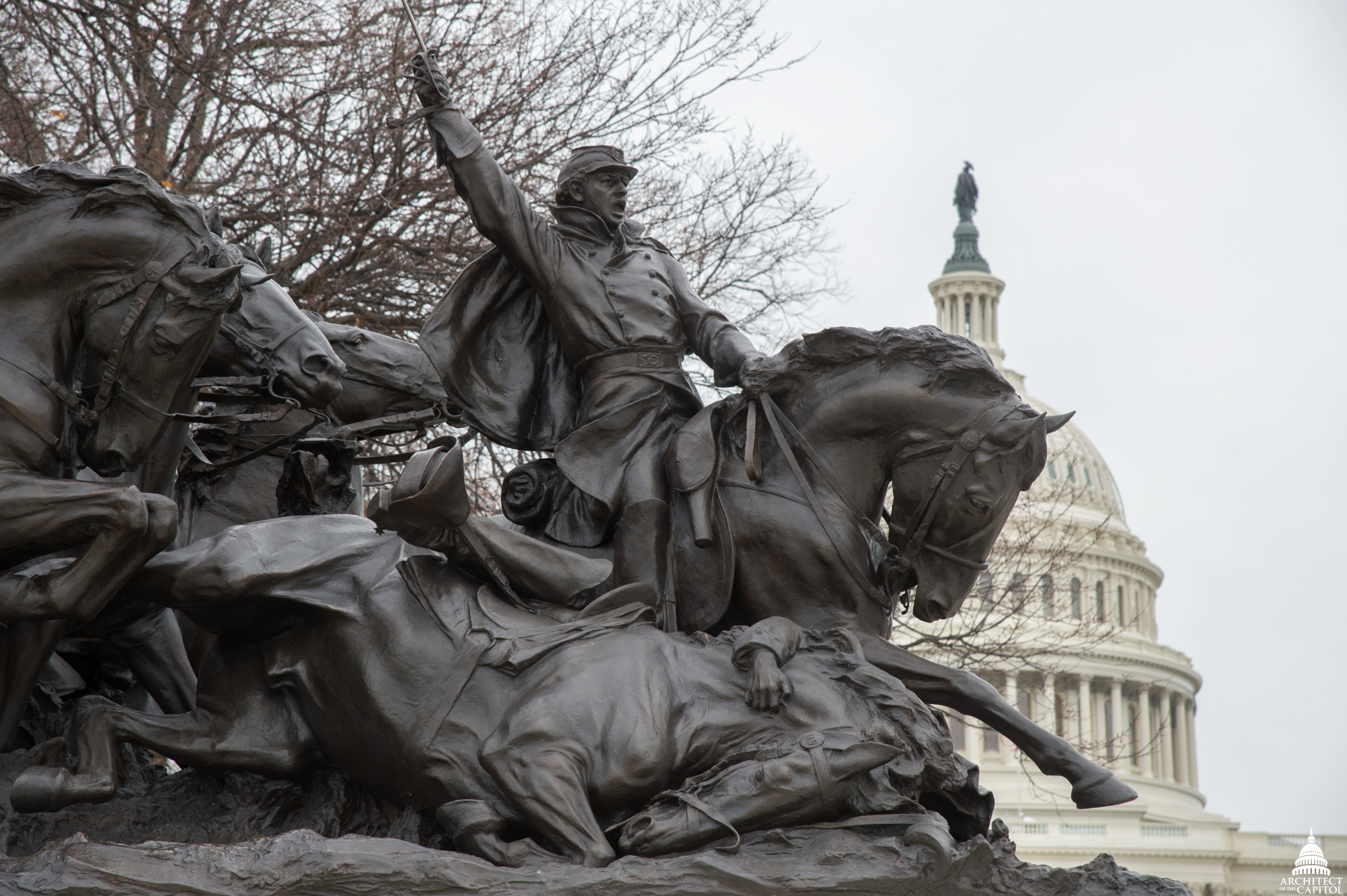
복원된 청동의 기병 돌격
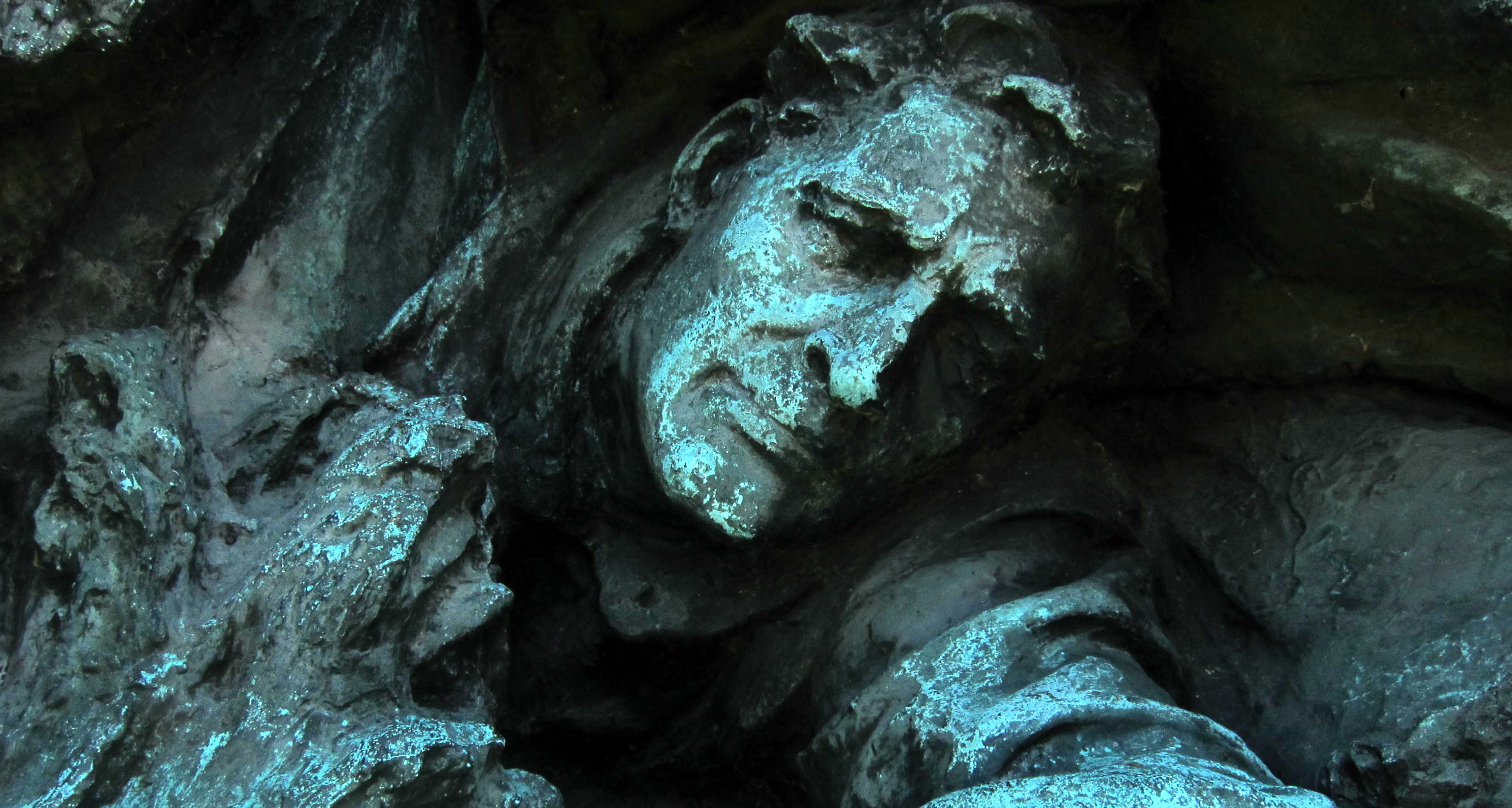
기병 돌격의 세부 묘사 (헨리 슈레이디의 자화상으로 추정)
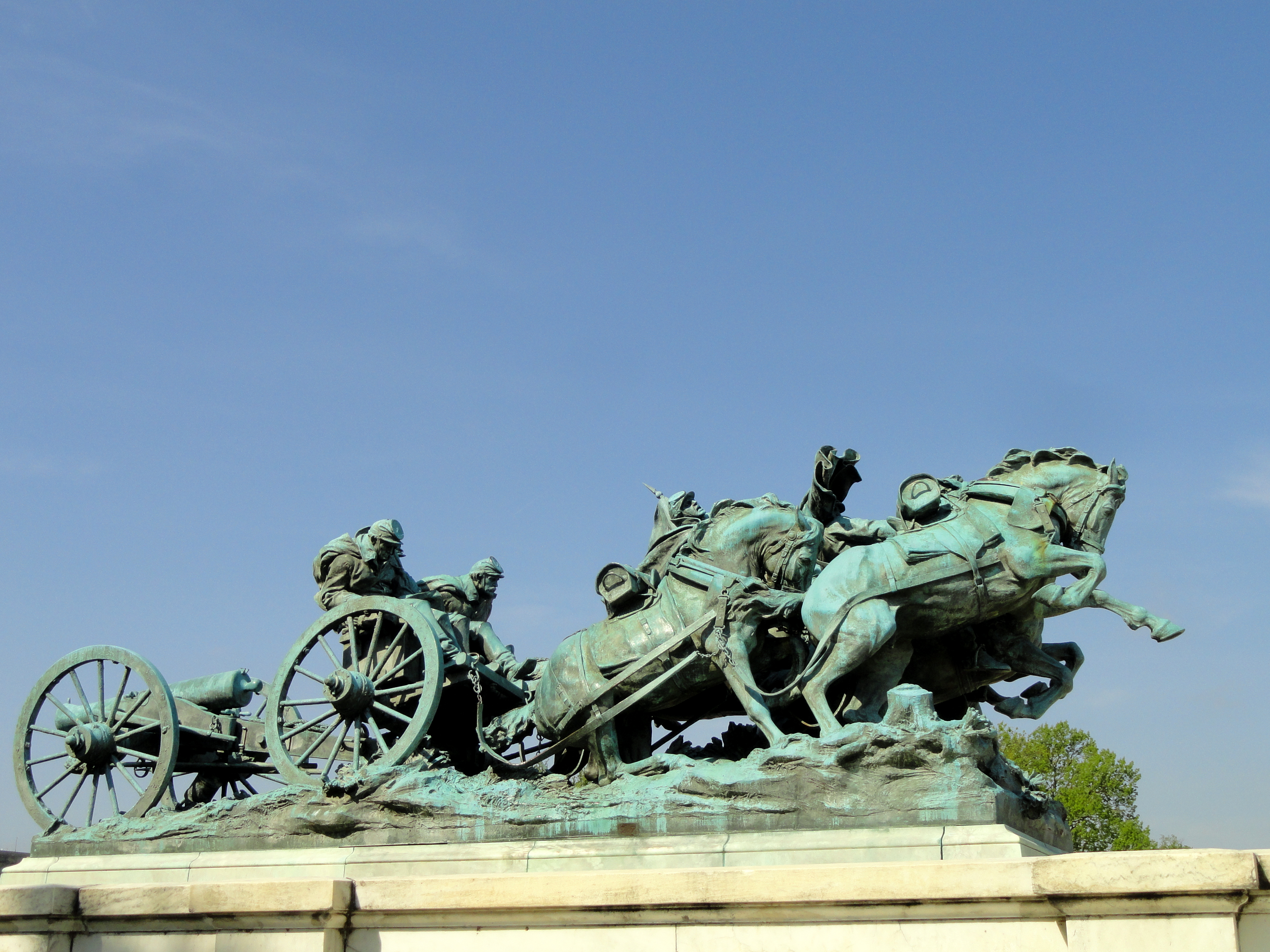
포병.
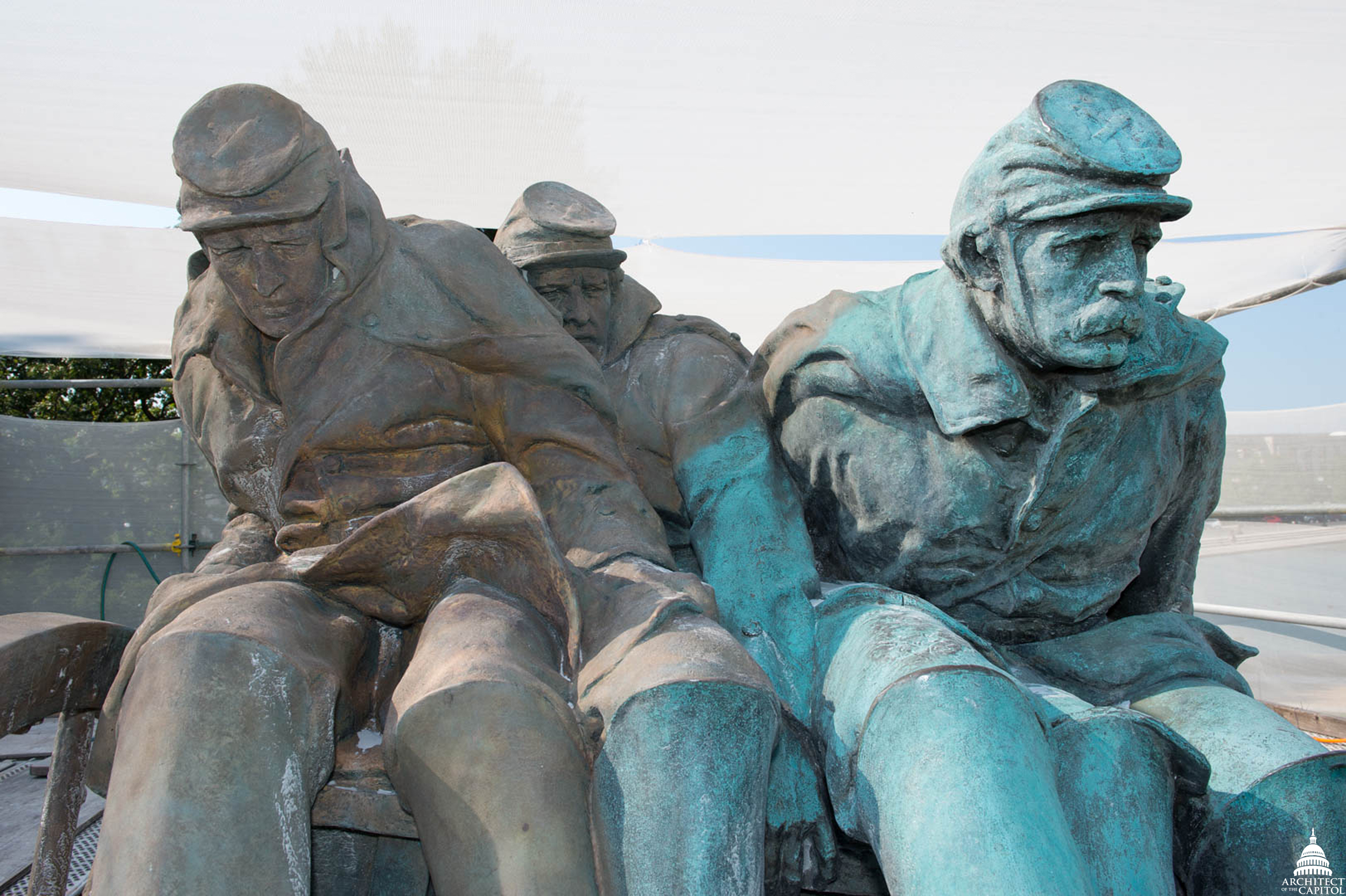
2015-2016년 복원 중인 기념관의 일부
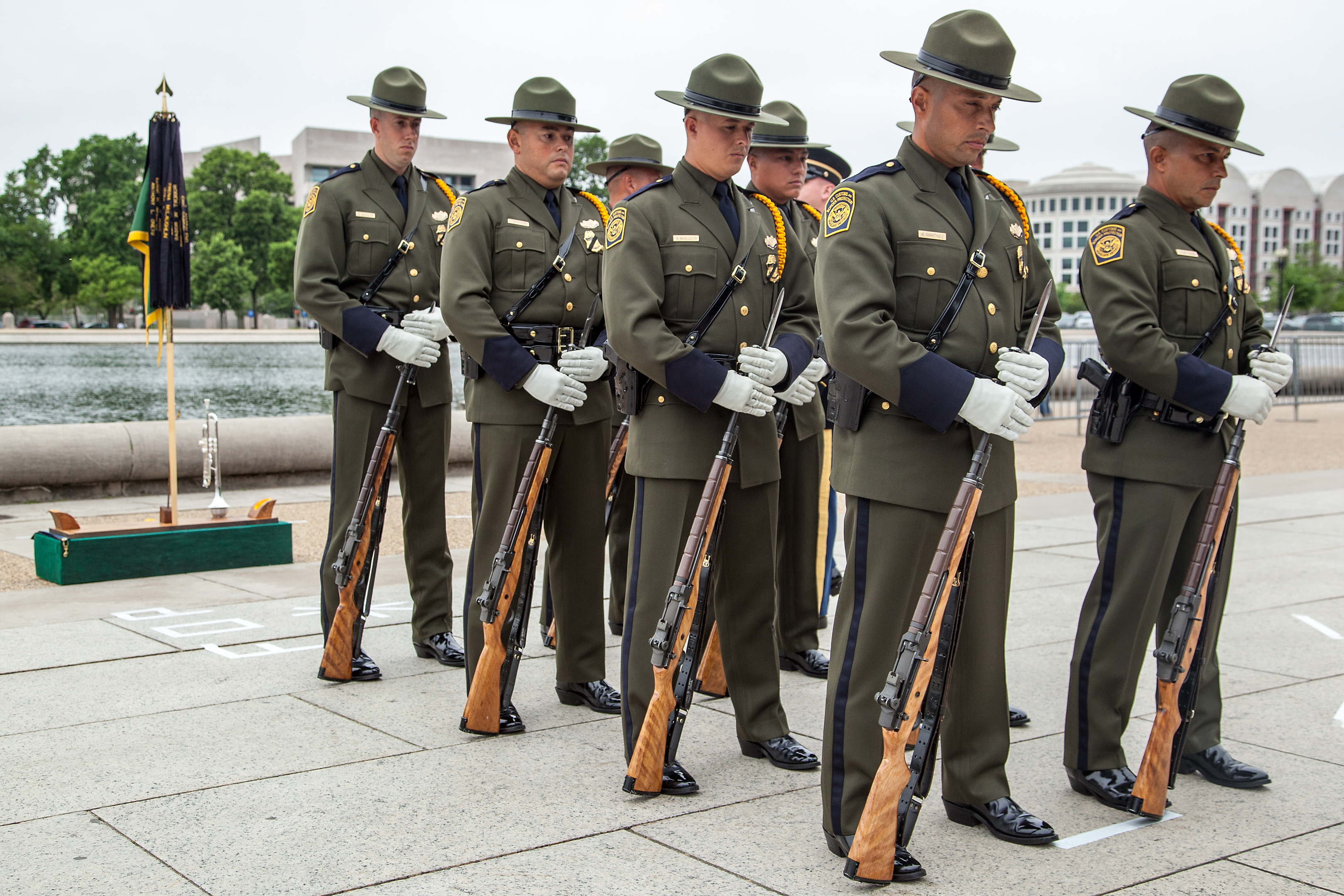
2013년 5월 경관 추모의 날 율리시스 S. 그랜트 기념관의 미국 국경순찰대 의장대

## 같이 보기
- 미국 대통령 조각상 목록
- 율리시스 S. 그랜트의 기마술
- 미국의 대통령 기념관
- 율리시스 S. 그랜트 동상 (미국 국회의사당)

## 내용주
1. ↑  (영어) 미국 국립공원관리청 (2010년 7월 9일). “National Register Information System”. 《미국 국립사적지》.
2. ↑  “American Revolution Statuary”. National Park Service. 1978년 9월 20일. 2011년 8월 10일에 확인함.
3. ↑  “General Ulysses S. Grant Memorial, (sculpture)”. Siris-artinventories.si.edu. 2014년 8월 12일에 확인함.
4. 1 2 3  Goode 1974, p.244.
5. ↑  더 큰 기마상으로는 칭기즈 칸 기마상; 이탈리아 비토리오 에마누엘레 2세 국왕의 비토리오 에마누엘레 2세 기념물과 프라하의 얀 지슈카 비트코프 국립 기념관이 있다.
6. 1 2  Goode 1974, p.245.
7. 1 2  Goode 1974, p.246.
8. ↑  “The Grand Army Of The Republic”. Civilwarhome.com. 2014년 3월 24일. 2014년 8월 12일에 확인함.
9. ↑  Sherrill 1924, p. 18.
10. ↑  Goode 1974, p.243.
11. ↑  Montagna 1987, p.55.
12. ↑  “General Ulysses S. Grant Memorial, (sculpture)”. 《CollectionsSearchCenter》. Smithsonian Institution. 2012년 8월 15일에 확인함.
13. ↑  Montagna 1987, p.59.
14. ↑  Ruane, Michael; Ruane, Michael E. (2015년 8월 27일). “Grant Memorial gets a facelift as story of its tormented sculptor is retold”. 《The Washington Post》 (미국 영어). ISSN 0190-8286. 2017년 8월 17일에 확인함.